# Cousinia decipiens
Cousinia decipiens là một loài thực vật có hoa trong họ Cúc. Loài này được Boiss. & Buhse mô tả khoa học đầu tiên năm 1860.